# Парламент Країни Басків
Парламент Країни Басків (баск. Eusko Legebiltzarra) — законодавчий орган в автономному краї Іспанії. Парламент своїми витоками сягає пізнього середньовіччя

## Історія
Парламент створений після прийняття Статуту Герніки 1979 року після демократизації Королівства Іспанія після диктатури Франсіско Франко. З 1982 року депутати засідають на вулиці Бессеро-де-Бенгоа в місті Віторія-Гастейс.

## Функції
1. Законодавча влада. Існує три способи роботи:
Звичайна практика: Якщо уряд представляє законопроект, Парламентське бюро розпоряджається про його публікацію, продовжує період підготовки поправок та надсилає текст до комітету, відповідального за це питання. У разі законодавчих пропозицій передусім пленарне засідання законодавчого органу має взяти до уваги такі процедури.
Термінова процедура: Термінова процедура може бути ініційована на пропозицію Уряду, двох парламентських груп або 1/5 членів парламенту. Рішення щодо застосування термінової процедури приймає Парламентська рада. Якщо ви скористаєтеся терміновою процедурою, етапи звичайної процедури мають бути завершені, але всі терміни скорочені вдвічі.
Децентралізована процедура: У разі використання децентралізованої процедури закони без пленарного засідання приймаються комітетами. Тому Пленум не обговорює ці закони. Закони про сфери особливої ваги не можуть бути схвалені за допомогою цієї процедури (див. ст. 116 Регламенту Баскського парламенту).
2. Затвердити бюджет. Парламент затверджує лише загальний бюджет ВАС, оскільки роботу над проектом покладено на уряд (стаття 44 статуту). Загальний бюджет Країни Басків має включати доходи та витрати на громадську діяльність. Загальні бюджети затверджуються законом, 123-126 Регламенту Парламенту. у порядку, встановленому статтями. Проект бюджету має пріоритет над іншими обов'язками законодавчого органу.
Якщо поправки передбачають збільшення кредиту, то для того, щоб вони були прийняті, ці поправки повинні включати зменшення кредиту будь-якої іншої концепції. Для того, щоб поправки щодо скорочення витрат були прийняті в обробку, Уряду доведеться їх підтримати.
3. Заохочувати діяльність уряду: Парламент має такі ресурси для керівництва місією уряду:
- Обговорення спільної політики:
– Звичайні: ті, до яких звертається президент на першому пленарному засіданні щорічних зборів.
4. Безпосередній контроль за Урядом: для здійснення контролю за Урядом Парламент.